# 2022年7月文尼察導彈襲擊
2022年7月文尼察導彈襲擊，是2022年7月14日俄羅斯入侵烏克蘭戰爭期間，俄羅斯武裝部隊對烏克蘭中部的城市文尼察發動導彈襲擊。事件造成至少24人死亡，其中包括3名兒童，至少202人受傷。此事件被視為俄羅斯對烏克蘭犯下的多項戰爭罪行之一。

## 襲擊
2022年7月14日，當地時間10時10分左右，文尼察全市響起空襲警報。大約在10點42分，當地居民報告了該市發生三宗爆炸事件。在此之前，當地居民注意到一枚導彈飛越別爾沙季和文尼察之間。據烏克蘭當局稱，俄羅斯武裝部隊從黑海的一艘潛艇上發射了四枚口徑巡航導彈。其中兩枚導彈被擊落，但另外兩枚擊中民用建築，包括醫療中心、辦公室、商店和住宅樓。當地官員指出，口徑巡航導彈是高精度的巡航導彈，這意味著俄羅斯军队正在有目的地瞄準平民。
烏克蘭國家應急服務兼烏克蘭國家警察總長伊戈爾·克利緬科報告說，當地時間10點45分，三枚導彈擊中了「禧年」九層服務大樓附近的一個停車場。附近的房屋和醫療診斷中心也因襲擊而受損。由此產生的火勢蔓延到停車場，據烏克蘭方面稱，結果約有50輛汽車被燒毀。據烏克蘭警方稱，一家私人診所被完全燒毀。
英國廣播公司的一名記者報導說，在被襲擊的廣場上有很多人，他們無視警報，沒有找尋掩護。襲擊地點位於廣場上的辦公中心，其設有診所、咖啡館、裁縫店和兒童俱樂部，故此人數眾多。記者還表示，文尼察以前被認為是安全的，這也是難民經常來到這裡的原因。
導彈襲擊發生時，欧盟国家官员正在参与国际刑事法院和欧洲联盟委员会在位于海牙的俄羅斯戰爭罪行讨论会。

## 受害者
襲擊至少造成有23人死亡，其中包括3名兒童。受傷117人，住院71人，重症34人。截至7月15日，包括2名兒童在內的13名遇難者遺體身份尚未確定，另有18人失踪。
據BBC記者稱，在停車場遇難的人中有很大一部分是出租車司機。
原定於當天晚上在該市演出的烏克蘭流行歌手羅克索拉娜報告說，她的團隊所有成員都在撞擊中受傷，其中1人死亡。而診所的患者和工作人員均死傷：診所兩名管理員及1名兒童與他的母親一同被殺，當時他們正在診所接受檢查；兩名醫生情況嚴重。一名8歲男童在一輛停放的汽車起火中喪生，其叔叔住院。

### 麗莎·德米特里耶娃
死去的3名兒童中，共中一名是患有唐氏綜合症的4歲女孩麗莎·德米特里耶娃（Лиза Дмитриева）。麗莎的母親伊琳娜·德米特里耶娃（Ирина Дмитриева）受了重傷：截至7月15日，她接受了手術，情況嚴重。襲擊發生時，他們正與言語治療師一起上課。當天在襲擊發生早前，伊琳娜在社交網絡上發布了一段一同散步的影片，其中麗莎推著一輛粉紅色的嬰兒車走在旁邊。後來在導彈襲擊現場拍攝的照片中也拍到了類似的嬰兒車：血淋淋的嬰兒車側躺著，旁邊有一具兒童的屍體和兒童母親的斷腿。該片段震驚了互聯網，已在互聯網上廣為流傳。麗莎·德米特里耶娃曾參與葉蓮娜·澤連斯卡婭的2021年聖誕賀歲影片。

## 反應

### 烏克蘭
烏克蘭總統弗拉基米爾·澤連斯基在他的Telegram頻道中寫道：「導彈襲擊了文尼察市中心導致傷亡，其中有小孩。俄羅斯每天都在摧毀平民、殺害烏克蘭兒童、將導彈射向沒有軍事用途的民用建設。如果這不是公然的恐怖襲擊，這又是什麼？（俄羅斯是）不人道、殺手的國家、恐怖分子的國家。」澤連斯基呼籲世界的民主國家承認俄羅斯是恐怖主義國家。
烏克蘭前總統彼得·波羅申科表示：「我的家鄉文尼察市中心現在成了一個真正的地獄。俄羅斯佔領者擊中民用建築，已知至少有12人死亡，其中包括一名小孩。俄羅斯繼續摧毀和平的烏克蘭城市，殺害兒童和婦女。俄羅斯是一個對烏克蘭人實施種族滅絕的恐怖主義國家。世界應該認識到這一點並懲罰普京和他的嘍囉。」
烏克蘭總統辦公室主任顧問米哈伊洛·波多利亞克在他的Twitter賬戶上表示，俄羅斯對烏克蘭和平城市的襲擊不是失誤，而是“一項經過批准的軍事戰略」，並補充說「俄羅斯沒有能力在戰鬥中擊敗烏克蘭武裝部隊，因此訴諸野蠻：恐怖襲擊，破壞基礎設施和報復平民」。

### 國際社會
聯合國秘書長安東尼奧·古特雷斯表示，他對文尼察遭到導彈襲擊感到震驚。秘書長譴責針對平民或民用基礎設施的襲擊，並呼籲對此類違規行為追究責任。
歐盟駐烏克蘭大使馬蒂·馬西卡斯表示，對文尼察的襲擊表明俄羅斯對平民的襲擊愈演愈烈

### 俄羅斯
俄羅斯國防部代表伊戈爾·科納申科夫在每日簡報中沒有評論對文尼察的襲擊。俄羅斯記者弗拉基米爾·索洛維約夫（Владимир Соловьёв）說，這一襲擊是針對文尼察地區的一個軍事單位。他後來更正了說法，說是襲擊軍官之家。俄羅斯代表和常駐聯合國代表團高級顧問葉夫根尼·瓦爾加諾夫（Евгений Варганов）發表了襲擊軍官之家的說法。俄羅斯頻道《今日俄羅斯》的負責人瑪格麗塔·西蒙尼揚在她的Telegram頻道中說，國防部解釋了對文尼察的襲擊，因為據稱軍官之家是軍事基地。而俄羅斯主要媒體均對襲擊保持沉默。
7月15日，俄羅斯聯邦國防部正式承認了對文尼察發動襲擊，稱他們襲擊了軍官之家，據稱「烏克蘭空軍司令部正在與外國武器供應商代表舉行會議」。據他們說，會議的參與者被消滅。